# Rouge (album de Louis Sclavis)
Pour les articles homonymes, voir Rouge (homonymie).
Albums de Louis Sclavis
Ellington on the Air
(1991) Acoustic Quartet
(1994)
Rouge est un album du clarinettiste français Louis Sclavis, paru en 1991 sur le label Edition of Contemporary Music. Ce disque a été enregistré par un quintette constitué de Louis Sclavis aux clarinettes, Dominique Pifarély au violon, François Raulin au piano, christian Ville à la batterie, et Bruno Chevillon à la contrebasse.

## Description

### Musiciens
- Louis Sclavis : clarinette, saxophone soprano
- Dominique Pifarély : violon
- François Raulin : piano
- Bruno Chevillon : contrebasse
- Christian Ville : batterie

### Liste des titres
| No  | Titre           | Auteur                           | Durée |
| --- | --------------- | -------------------------------- | ----- |
| 1.  | One             | Dominique Pifarély/Louis Sclavis | 2:37  |
| 2.  | Nacht           | Louis Sclavis                    | 8:05  |
| 3.  | Kali la nuit    | François Raulin                  | 5:22  |
| 4.  | Reflet          | Louis Sclavis                    | 3:08  |
| 5.  | Reeves          | François Raulin                  | 7:08  |
| 6.  | Less bouteilles | Louis Sclavis                    | 7:55  |
| 7.  | Moment donné    | Louis Sclavis                    | 4:19  |
| 8.  | Face nord       | Louis Sclavis                    | 10:35 |
| 9.  | Rouge           | Louis Sclavis                    | 6:41  |
| 10. | Yes Love        | Louis Sclavis                    | 5:57  |